# Patrice-Flora Praxo
Patrice-Flora Praxo, née le 24 novembre 1966 aux Abymes (Guadeloupe) et morte le 11 avril 2024 à Paris 12e, est une artiste peintre, photographe et actrice française.

## Biographie
Elle quitte la Guadeloupe en 1976 pour rejoindre ses sœurs dans la région parisienne aux Mureaux.
À 17 ans, elle entre à la Paris American Academy, et tente sans succès d'entrer au Conservatoire national d'art dramatique avec Bakary Sangaré.
Elle entame alors une carrière de comédienne. À 21 ans, elle interprète un lutin dans King Lear de Jean-Luc Godard (film tourné en 1987 et sorti en 2002), tourne avec Nicolas Cage en 1989 dans Le Raccourci (Tempo di uccidere). Puis elle devient photographe et se consacre à des portraits d'écrivains, de penseurs.
Après sa rencontre avec Yves Simon, elle devient sa compagne et sa muse, inspirant par exemple le titre Métisse sur l'album Rumeurs de 2007.
Elle est marquée par Zoran Mušič et son travail de peintre et de plasticien travaillant à vif et « en direct » (dans ce dernier cas avec les moyens qu'il peut se procurer alors qu'il est dans le camp : crayon, un peu d'encre) sur Dachau, expérience qui l'amènera à peindre elle aussi sur l'indicible.[Interprétation personnelle ?]
Elle est prise en charge par l'Institut mutualiste Montsouris dans le service d'oncologie. En 2021, elle fait don à l'institut d'une de ses œuvres réalisée sur un drap de 2,6 m. Les couleurs expriment ses envies et le drap la sécurité. 
Elle meurt à l'âge de 57 ans le 11 avril 2024 dans le 12e arrondissement de Paris, et est incinérée au crématorium du Père-Lachaise le 19 avril, puis inhumée dans une chapelle cinéraire commune dans la 62e division du cimetière.

## Filmographie

### Longs métrages
- 1989 : Le Raccourci (Tempo di uccidere), de Giuliano Montaldo
- 1989 : Vanille Fraise, de Gérard Oury
- 1991 : Les Fleurs du mal, de Jean-Pierre Rawson, d'après Baudelaire
- 1992 : Le Bal des casse-pieds, d'Yves Robert
- 1992 : L'Atlantide, de Bob Swaim
- 1995 : Adultère, mode d'emploi, de Christine Pascal
- 1997 : Black Dju, de Pol Cruchten

### Téléfilms et séries télévisées
- 1986 : Azizah, la Fille du fleuve
- 1992 : Les cœurs brulés
- 1998 : Alice Nevers, le juge est une femme
- 1998 : Deux flics
- 2009 : Le Diable noir

## Expositions individuelles
- 2008 : Traces[1] à la galerie Agnès Dutko
- 2010 : Ozoir La Ferrière[8]